# Walter Alston
Walter Emmons Alston, detto Smokey (Venice, 1º dicembre 1911 – Oxford, 1º ottobre 1984), è stato un giocatore di baseball e allenatore di baseball statunitense della Major League Baseball (MLB).
È stato inserito nella National Baseball Hall of Fame nel 1984.

## Carriera
Alston è noto principalmente per essere stato il manager dei Brooklyn/Los Angeles Dodgers tra il 1954 e il 1976, con cui firmò 23 contratti di un anno. Dotato di un temperamento tranquillo e pacato, è stato soprannominato anche "The Quiet Man".
Alston crebbe nel rurale Ohio, giocando a baseball e a basket alla Miami University in Ohio. Come giocatore disputò una sola gara con i St. Louis Cardinals nel 1936, mentre giocò e fu il manager per diversi anni nelle minor league, lavorando anche per i Nashua Dodgers, la prima squadra integrata del baseball moderno. Fu promosso a manager dei Brooklyn Dodgers nel 1954 dopo diverse stagioni di successo nella classe AAA di Brooklyn.
Come manager nella MLB, Alston guidò i Dodgers a sette titoli della National League (NL), vincendo per quattro volte le World Series. Quello del 1955 fu l'unico titolo della squadra mentre si trovava a Brooklyn. Alston si ritirò con più di 2 000 vittorie in carriera, venendo eletto Manager dell'anno per sei volte. Fu inserito nella National Baseball Hall of Fame nel 1983. Soffrì un attacco cardiaco quell'anno, venendo costretto a un ricovero ospedaliero per un mese che gli impedì di essere presente alla cerimonia per l'induzione. Non si ristabilì mai completamente, morendo il 1º ottobre 1984.

## Palmarès

### Club
- World Series: 4

Brooklyn Dodgers: 1955
Los Angeles Dodgers: 1959, 1963, 1965

### Individuale
- Numero 24 ritirato dai Los Angeles Dodgers